# Limpio
Limpio – miasto w Paragwaju; 201 tys. mieszkańców (2012). Przemysł spożywczy, włókienniczy, maszynowy.